# 金馬獎最佳紀錄片
金馬獎最佳紀錄片是由財團法人中華民國電影事業發展基金會的臺北金馬影展執行委員會在臺灣舉辦的電影獎項，自1962年起頒發，獎勵在華語電影中的電影獎項。

## 得獎者及入圍名單

### 最佳紀錄片（第1屆-第17屆）
|  | 獲獎者 |

| 年份 （屆數）                            | 片名   | 出品公司或出品人 |
| 1962 （第1届）                           |        |                  |
| 《今日金門》                             | 中製廠 |                  |
| 1963 （第2届）                           |        |                  |
| 《台灣漁業》                             | 台製廠 |                  |
| 1965 （第3届）                           |        |                  |
| 《中華民國五十三年國慶》                 | 中製廠 |                  |
| 1966 （第4届）                           |        |                  |
| 《成功嶺之歌》                           | 中製廠 |                  |
| 1967 （第5届）                           |        |                  |
| 《高山仰止》                             | 中製廠 |                  |
| 1968 （第6届）                           |        |                  |
| 《大哉中華》                             | 中製廠 |                  |
| 1969 （第7届）                           |        |                  |
| 《張大千的畫》                           | 台製廠 |                  |
| 1970 （第8届）                           |        |                  |
| 《河山並壽》                             | 中製廠 |                  |
| 1971 （第9届）                           |        |                  |
| 《光輝的雙十》                           | 中製廠 |                  |
| 1972 （第10届）                          |        |                  |
| 從缺                                     |        |                  |
| 1973 （第11届）                          |        |                  |
| 《愛心與信心》                           | 台製廠 |                  |
| 1975 （第12届）                          |        |                  |
| 《烽火慈航》                             | 中製廠 |                  |
| 1976 （第13届）                          |        |                  |
| 《慶祝中華民國六十四年國慶閱兵大典》     | 台製廠 |                  |
| 1977 （第14届）                          |        |                  |
| 《慶祝六十五年國慶活動》                 | 台製廠 |                  |
| 1978 （第15届）                          |        |                  |
| 《中華民國第六任總統副總統宣誓就職典禮》 | 台製廠 |                  |
| 1979 （第16届）                          |        |                  |
| 《怒潮澎湃》                             | 中影   |                  |
| 1980 （第17届）                          |        |                  |
| 《古厝／中國傳統的建築》                 | 國禾   |                  |

### 優等紀錄片（第1屆-第17屆）
| 年份 （屆數）                                                                                     | 優等紀錄片 |
| 1962 （第1届）                                                                                    |            |
| 《五十年國慶閱兵大典》台製廠 《台灣教育》台製廠                                                   |            |
| 1963 （第2届）                                                                                    |            |
| 《中華民國五十一年國慶》中製廠 《今日台灣》（五十二年版）台製廠                                   |            |
| 1965 （第3届）                                                                                    |            |
| 《石門水庫》台製廠 《武昌演習》中製廠                                                             |            |
| 1966 （第4届）                                                                                    |            |
| 《重慶演習》中製廠 《澄清湖》台製廠                                                               |            |
| 1967 （第5届）                                                                                    |            |
| 《國軍運動會》中製廠 《台灣新面貌》台製廠                                                         |            |
| 1968 （第6届）                                                                                    |            |
| 《仁者壽》中製廠 《青年假期》台製廠                                                               |            |
| 1969 （第7届）                                                                                    |            |
| 《光華演習》中製廠 《龍井鄉》台製廠                                                               |            |
| 1970 （第8届）                                                                                    |            |
| 《人工脊椎體》中製廠 《大哉孔子》台製廠 《廿三屆世界少年棒球賽》大眾公司                          |            |
| 1971 （第9届）                                                                                    |            |
| 《青年假期第三輯》台製廠 《條條道路通自由》台製廠 《萬壽無疆》中製廠 《一日千里》台製廠           |            |
| 1972 （第10届）                                                                                   |            |
| 《中國海軍蛙人部隊》中製廠 《就業之路》台製廠 《風雨生信心》中製廠 《豐收》台製廠                 |            |
| 1973 （第11届）                                                                                   |            |
| 《台灣風光》台製廠 《金門林業》台灣省政府農林廳林務局 《陸軍飛彈部隊》中製廠 《敦睦演習》中製廠   |            |
| 1975 （第12届）                                                                                   |            |
| 《木琴心聲》余如季 《曾文水庫》台製廠 《綠色坡地》台製廠 《瑞芳的煤礦》國和傳播公司               |            |
| 1976 （第13届）                                                                                   |            |
| 《台灣光復三十年》台製廠 《清明上河圖》中影 《十項建設》台製廠 《阿里山的老火車頭》國和傳播       |            |
| 1977 （第14届）                                                                                   |            |
| 《慶祝中華民國六十五年國慶》中製廠 《台灣與大陸的血緣》台製廠 《烏魚來的時候》嘉禾 《玉》民族公司 |            |

| 年份 （屆數） | 優等紀錄片 | 獲提名影片 |
| 1978 （第15届） | |            |
| 《田園組曲》台製廠 《沙壤中的白玉》光啟文教視聽節目服務社 《武嶺與慈湖》國防部中國製片廠 《國家重要工程建設與榮民工程事業》榮民工程管理處 | 《一代偉人》中製廠 《中華民國六十六年台灣區運動會》呂維鍊 《飛向白日青天》中製廠 《海上公園──金門》國聯 《康莊大道》光華傳播             |            |
| 1979 （第16届） | |            |
| 《北港牛墟》國禾 《台灣的蝴蝶》國禾 《民族文化的縮影——金門》國禾 《果實蠅》台製廠                                                         | 《充滿希望的一代》中影 《中華民國六十七年國慶閱兵》台製廠 《美麗寶島》光啟社 《國際田徑邀請賽》台製廠 《慶祝中華民國六十七年國慶》中製廠 |            |
| 1980 （第17届） | |            |
| 《國劇藝術》台製廠 《坐骨連體男嬰分割手術》台製廠                                                                                         | 《十大建設之一的高速公路工程》榮工處 《世紀大戰爭》東國 《出警入蹕圖》中影 《傳統小鎮-美濃》國禾 《霧臺春曉》台製廠                      |            |

### 最佳紀錄片（第18屆-第26屆）
| 年份 （屆數）        | 片名                 | 出品公司或出品人 |
| 1981 （第18届）      |                      |                  |
| 《海洋牧場之開發》   | 中央研究院動物研究所 |                  |
| 《跨海長虹》         | 臺灣電力公司         |                  |
| 1982 （第19届）      |                      |                  |
| 《朱銘的斧裡乾坤》   | 攝影家C.F.I.工作室   |                  |
| 《中國繪圖的風貌》   | 台製廠               |                  |
| 《年》               | 國禾                 |                  |
| 《中國童玩》         | 光華                 |                  |
| 《金門民俗文化村》   | 中影                 |                  |
| 1983 （第20届）      |                      |                  |
| 《夏爾降坡公路》     | 榮工處               |                  |
| 《東方藝術殿堂》     | 喝采                 |                  |
| 《陽光畫家吳炫三》   | 印象                 |                  |
| 《燃燒吧！王船》     | 展華                 |                  |
| 《營長牧場》         | 台製廠               |                  |
| 1984 （第21届）      |                      |                  |
| 《四季如春的台北》   | 中影                 |                  |
| 《人滿之患》         | 光啟社               |                  |
| 《台灣的廟會》       | 台製廠               |                  |
| 《枕戈待旦》         | 中製廠               |                  |
| 《尋根》             | 中製廠               |                  |
| 1985 （第22届）      |                      |                  |
| 從缺                 |                      |                  |
| 1986 （第23届）      |                      |                  |
| 《殺戮戰場的邊緣》   | 光啟社               |                  |
| 《吸煙為了什麼》     | 台製廠               |                  |
| 《南迴鐵路工程》     | 台製廠               |                  |
| 《山水有情》         | 志上                 |                  |
| 《舵》               | 中影                 |                  |
| 1987 （第24届）      |                      |                  |
| 《惜墨》             | 台製廠               |                  |
| 《超高壓輸電線工程》 | 台電                 |                  |
| 1988 （第25届）      |                      |                  |
| 《暮鼓晨鐘》         | 台灣電影文化公司     |                  |
| 《深山猶有讀書聲》   | 台影                 |                  |
| 《水里陶》           | 台影                 |                  |
| 《九龍口》           | 漢威                 |                  |
| 《矮人祭之歌》       | 中研院民族研究所     |                  |
| 1989 （第26届）      |                      |                  |
| 從缺                 |                      |                  |

### 最佳紀實報導片（第27屆-第33屆）
| 年份 （屆數）                                 | 片名                   | 出品公司或出品人 |
| 1990 （第27届）                               |                        |                  |
| 《紅樹林的故鄉》                              | 中影                   |                  |
| 《台灣獼猴》                                  | 光華公司               |                  |
| 1991 （第28届）                               |                        |                  |
| 《人民的聲音——環保篇》                        | 多面向藝術工作室       |                  |
| 《玉山九千英尺——台灣鳥類開拓史末章‧帝雉時代》 | 田野文化               |                  |
| 《藍鵲飛過》                                  | 台灣省林業試驗所       |                  |
| 《巧宛然》                                    | 田田視覺傳播           |                  |
| 1992 （第29届）                               |                        |                  |
| 《小辟鷈鳥》                                  |                        |                  |
| 《迷霧中的王者》                              |                        |                  |
| 《臺灣野鳥百年記》                            |                        |                  |
| 1993 （第30届）                               |                        |                  |
| 《蘭嶼觀點》                                  | 中央研究院民族學研究所 |                  |
| 《黑面琵鷺在台灣》                            | 中影                   |                  |
| 《化妝師》                                    | 中影                   |                  |
| 1994 （第31届）                               |                        |                  |
| 《阿公教你看布袋戲》                          | 城市電影               |                  |
| 《土坂女人》                                  | 中影製片廠             |                  |
| 《追逐夏日的鳥——臺灣的燕鷗》                  | 臺灣水泥公司           |                  |
| 1995 （第32届）                               |                        |                  |
| 《ㄉㄨ ㄉㄨ ㄨˋ 蘭嶼角鴞的故事》              | 行政院農委會           |                  |
| 1996 （第33届）                               |                        |                  |
| 從缺                                          |                        |                  |

### 最佳紀錄片（第34屆-第39屆）
| 年份 （屆數）          | 片名                 | 出品公司或出品人 |
| 1997 （第34届）        |                      |                  |
| 《望鄉》               | 徐小明電影公司       |                  |
| 《草山鷹飛》           | 陽明山國家公園管理處 |                  |
| 《回家》               | 吳秀菁               |                  |
| 《香港情懷：念你如昔》 | 中國電視公司         |                  |
| 1998 （第35届）        |                      |                  |
| 《阿嬤的秘密》         | 大好傳播公司         |                  |
| 《螢火蟲》             | 玉山國家公園管理處   |                  |
| 《台灣梅花鹿的一生》   | 墾丁國家公園管理處   |                  |
| 1999 （第36届）        |                      |                  |
| 《紅葉傳奇》           | 蕭菊貞               |                  |
| 《消失的王國——拱樂社》 | 李香秀               |                  |
| 《菱池倩影》           | 梁皆得               |                  |
| 《嘎雅》               | 邱若龍               |                  |
| 2000 （第37届）        |                      |                  |
| 《銀簪子》             | 蕭菊貞               |                  |
| 《台灣魔朵》           | 黃庭輔               |                  |
| 《班底》               | 賴豐奇工作室         |                  |
| 《吳海音的獼猴世界》   | 台灣水泥公司         |                  |
| 2001 （第38届）        |                      |                  |
| 《養生主》             | 朱賢哲 賴孟秀        |                  |
| 《流離島影》           | 螢火蟲映像體電影公司 |                  |
| 2002 （第39届）        |                      |                  |
| 《春天-許金玉的故事》  | 曾文珍               |                  |
| 《山有多高》           | 湯湘竹               |                  |

### 最佳創作紀錄片（第40屆）
| 年份 （屆數）           | 片名                       | 出品公司或出品人 |
| 2003 （第40届）         |                            |                  |
| 《Viva Tonal 跳舞時代》 | 簡偉斯 郭珍弟              |                  |
| 《歌舞中國》            | 彭文淳電影有限公司         |                  |
| 《龍的深處-失落的拼圖》 | Fortissimo Film Sales (HK) |                  |
| 《指月記》              | 黃庭輔                     |                  |

### 最佳紀錄片（第41屆-至今）
| 年份 （屆數）          | 片名                                                                                               | 出品公司或出品人 |
| 2004 （第41届）        | |                  |
| 《南方澳海洋紀事》     | 李香秀                                                                                             |                  |
| 《石頭夢》             | 胡台麗                                                                                             |                  |
| 《家》                 | 古秀妃                                                                                             |                  |
| 2005 （第42届）        | |                  |
| 《翻滾吧！男孩》       | 翻滾男孩電影公司                                                                                   |                  |
| 《台灣黑電影》         | 侯季然                                                                                             |                  |
| 2006 （第43届）        | |                  |
| 《奇蹟的夏天》         | 山水國際娛樂股份有限公司                                                                           |                  |
| 《醫生》               | 甜蜜生活製作有限公司                                                                               |                  |
| 2007 （第44届）        | |                  |
| 《荷里活華人》         | DeepFocus Productions, Inc                                                                         |                  |
| 《草木戰役》           | 劉吉雄（印花印象）                                                                                 |                  |
| 2008 （第45届）        | |                  |
| 《沿江而上》           | Eye Steel Film National Film Board of Canada                                                       |                  |
| 《愛與狗同行》         | 精萃工作坊                                                                                         |                  |
| 《遊藝人生女》         | 齊吶製作有限公司                                                                                   |                  |
| 2009 （第46届）        | |                  |
| 《音樂人生》           | CNEX基金會                                                                                         |                  |
| 《野球孩子》           | 財團法人公共電視文化事業基金會前景娛樂有限公司                                                     |                  |
| 《乘著光影旅行》       | 姜秀瓊 關本良 羅綸有                                                                               |                  |
| 2010 （第47届）        | |                  |
| 《街舞狂潮》           | 財團法人蔣見美教授文教基金會視納華仁台北分會                                                       |                  |
| 《藝霞年代》           | 睛典文化映像有限公司                                                                               |                  |
| 《粉墨登場》           | 超齡文創電影演出有限公司                                                                           |                  |
| 2011 （第48届）        | |                  |
| 《金城小子》           | 三三電影製作有限公司                                                                               |                  |
| 《尋找背海的人》       | 目宿媒體股份有限公司                                                                               |                  |
| 《青春啦啦隊》         | 後場音像紀錄工作室有限公司                                                                         |                  |
| 2012 （第49届）        | |                  |
| 《千錘百鍊》           | 中視遠方（北京）文化傳媒有限公司 Eyesteel Films                                                    |                  |
| 《牽阮的手》           | 莊益增 顏蘭權                                                                                      |                  |
| 《時間之旅》           | 財團法人公共電視文化事業基金會                                                                     |                  |
| 《麵包情人》           | 麵包情人電影有限公司                                                                               |                  |
| 2013 （第50届）        | |                  |
| 《看見台灣》           | 台灣阿布電影股份有限公司                                                                           |                  |
| 《邊城啟示錄》         | 艾巴克影像體有限公司                                                                               |                  |
| 《餘生—賽德克·巴萊》   | 果子電影有限公司                                                                                   |                  |
| 《拔一條河》           | 後場音像紀錄工作室有限公司 統一超商股份有限公司 高雄人                                             |                  |
| 2014 （第51届）        | |                  |
| 《棉花》               | 廣東二十一世紀傳媒股份有限公司 上海SMG                                                             |                  |
| 《行者》               | 三映電影文化事業有限公司 財團法人公共電視文化事業基金會                                            |                  |
| 《犴達罕》             | 顧桃 思靜                                                                                          |                  |
| 2015 （第52届）        | |                  |
| 《大同》               | 趙琦工作室                                                                                         |                  |
| 《32+4》               | 采風電影                                                                                           |                  |
| 《明天會更好》         | 徐紅傑                                                                                             |                  |
| 《我的詩篇》           | 上海易騰影視文化有限公司                                                                           |                  |
| 《灣生回家》           | 田澤文化有限公司                                                                                   |                  |
| 2016 （第53届）        | |                  |
| 《日曜日式散步者》     | 黃亞歷 本木工作室有限公司 目宿媒體股份有限公司                                                     |                  |
| 《亂世備忘》           | 陳梓桓 影意志有限公司                                                                              |                  |
| 《日常對話》           | 黃惠偵                                                                                             |                  |
| 《大路朝天》           | 張贊波 北京北斗星宇文化傳播有限公司 漸近線工作室                                                   |                  |
| 《翡翠之城》           | 趙德胤 財團法人公共電視文化事業基金會 岸上影像有限公司 緬甸蒙太奇股份有限公司                      |                  |
| 2017 （第54届）        | |                  |
| 《囚》                 | 馬莉                                                                                               |                  |
| 《羅長姐》             | 金行征                                                                                             |                  |
| 《塑料王國》           | 王久良                                                                                             |                  |
| 《徐自強的練習題》     | 紀岳君                                                                                             |                  |
| 《你找什麼？》         | 周東彥                                                                                             |                  |
| 2018 （第55届）        | |                  |
| 《我們的青春，在台灣》 | 傅榆 七日印象電影有限公司                                                                          |                  |
| 《四個春天》           | 陸慶屹 百川影業無錫有限公司                                                                        |                  |
| 《後勁：王建民》       | 陳惟揚 WYC Motions 藝博思國際有限公司 牽猴子整合行銷股份有限公司                                   |                  |
| 《24號大街》           | 潘志琪 潘志琪紀錄片工作室                                                                          |                  |
| 《傘上：遍地開花》     | 梁思眾 Lianain Films Pte. Ltd.                                                                     |                  |
| 2019 （第56届）        | |                  |
| 《你的臉》             | 蔡明亮 汯呄霖電影有限公司 財團法人公共電視文化事業基金會                                           |                  |
| 《還有一些樹》         | 廖克發 蜂鳥影像有限公司                                                                            |                  |
| 《阿紫》               | 吳郁瑩                                                                                             |                  |
| 《戲棚》               | 卓翔 西九文化區戲曲中心                                                                            |                  |
| 《去年火車經過的時候》 | 黃邦銓 Le Fresnoy法國國家當代藝術工作室                                                            |                  |
| 2020 （第57届）        | |                  |
| 《迷航》               | 李哲昕 人人映像有限公司                                                                            |                  |
| 《爺爺和父親》         | 鄧偉 湖南省二友文化傳媒有限公司                                                                    |                  |
| 《我的兒子是死刑犯》   | 李家驊 台灣公民媒體文化協會                                                                        |                  |
| 《千年一問》           | 王婉柔 郭慧敏 鍾孟舜 李俊樑                                                                        |                  |
| 《佔領立法會》         | 香港紀錄片工作者                                                                                   |                  |
| 2021 （第58届）        | |                  |
| 《時代革命》           | 周冠威                                                                                             |                  |
| 《給阿媽的一封信》     | 陳慧齡 鹿一電影製作有限公司                                                                        |                  |
| 《獨舞者的樂章》       | 李劭 財團法人公共電視文化事業基金會                                                                |                  |
| 《二〇二〇年的一場雨》 | 李永超                                                                                             |                  |
| 《絳紅森林》           | 金華青 金華青工作室                                                                                |                  |
| 2022 （第59届）        | |                  |
| 《九槍》               | 蔡崇隆                                                                                             |                  |
| 《塵默呼吸》           | 李維 Wild Grass Films                                                                              |                  |
| 《神人之家》           | 盧盈良 飛望影像有限公司 Films de Force Majeure                                                     |                  |
| 《大俠胡金銓》         | 林靖傑 華映娛樂股份有限公司 七霞電影有限公司                                                       |                  |
| 《憂鬱之島》           | 陳梓桓 憂鬱之島製作有限公司                                                                        |                  |
| 2023 （第60届）        | |                  |
| 《青春（春）》         | 王兵 光譜國際映像 Gladys Glover CS Production                                                      |                  |
| 《詩》                 | 許鞍華 卡士有限公司 喜鵲媒體有限公司                                                               |                  |
| 《何處》               | 蔡明亮 財團法人公共電視文化事業基金會 汯呄霖電影有限公司                                           |                  |
| 《撼山河 撼向世界》    | 林正盛 我們之間影像製作有限公司                                                                    |                  |
| 《診所》               | 趙德胤 財團法人公共電視文化事業基金會 岸上影像有限公司 熙熙影像有限公司 緬甸蒙太奇電影股份有限公司 |                  |
| 2024 （第61届）        | |                  |
| 《由島至島》           | 廖克發 蜂鳥影像有限公司 財團法人公共電視文化事業基金會                                             |                  |
| 《雪水消融的季節》     | 羅苡珊 希望影視行銷股份有限公司                                                                    |                  |
| 《XiXi》               | 吳璠 宇宙子媒體藝術有限公司                                                                        |                  |
| 《種土》               | 顏蘭權 無米樂影像工作室                                                                            |                  |
| 《青春（苦）》         | 王兵 光譜國際映像 Gladys Glover CS Production                                                      |                  |

## 外部連結
- 金馬獎官方網站 （页面存档备份，存于）
- 金馬影展 TGHFF的Facebook專頁
- goldenhorsefilmfestival的Instagram帳戶
- YouTube上的TGHFF頻道
- Taipei Golden Horse的X（前Twitter）